# Guadua sarcocarpa
Guadua sarcocarpa là một loài thực vật có hoa trong họ Hòa thảo. Loài này được Londoño & P.M.Peterson mô tả khoa học đầu tiên năm 1991.